# Арменски паметник (Батак)
Арменският паметник в Батак представлява хачкар в памет на жертвите в Баташкото клане. Открит е на 16 май 2008 г.
Паметникът е изработен от братя Овсепян от полиран гранит, донесен от Армения, по случай 132-годишнина от Априлското въстание и Баташкото клане. Върху него е издълбан надпис: „От признателния арменски народ в памет на батачани, загинали през 1876 година“. Подарък е от Съюза на арменците в България за жителите на Батак. На откриването присъства вицепрезидентът на България Ангел Марин.